# Nangong
Nangong (南宫市S, NángōngP) è una città-contea della Cina, situata nella provincia di Hebei e amministrata dalla prefettura di Xingtai.